# Шапел д'Алањон
Шапел д'Алањон (фр. Chapelle-d'Alagnon) насеље је и општина у централној Француској у региону Оверња, у департману Кантал која припада префектури Сен Флур.
По подацима из 2011. године у општини је живело 240 становника, а густина насељености је износила 26,09 становника/km². Општина се простире на површини од 9,2 km². Налази се на средњој надморској висини од 882 метара (максималној 1.124 m, а минималној 860 m).

## Демографија
| 1962. | 1968. | 1975. | 1982. | 1990. | 1999. | 2011. |
| ----- | ----- | ----- | ----- | ----- | ----- | ----- |
| 256   | 264   | 239   | 246   | 236   | 250   | 240   |

График промене броја становника у току последњих година